# Konzulat Republike Slovenije v Risskovu
Konzulat Republike Slovenije v Risskovu je diplomatsko-konzularno predstavništvo (konzulat) Republike Slovenije s sedežem v Risskovu (Danska); spada pod okrilje Veleposlaništvu Republike Slovenije na Danskem.
Trenutni častni konzul je Knud Kristensen.